# Capela do Sagrado Coração, Haifa
A capela sagrado do coração  ( em hebraico:  קפלת לב הקדושה, em latim: Capella Sacratissimi Cordis ) é um edifício religioso afiliado à Igreja Católica e localizado no Monte Carmelo, em Haifa, norte de Israel. 

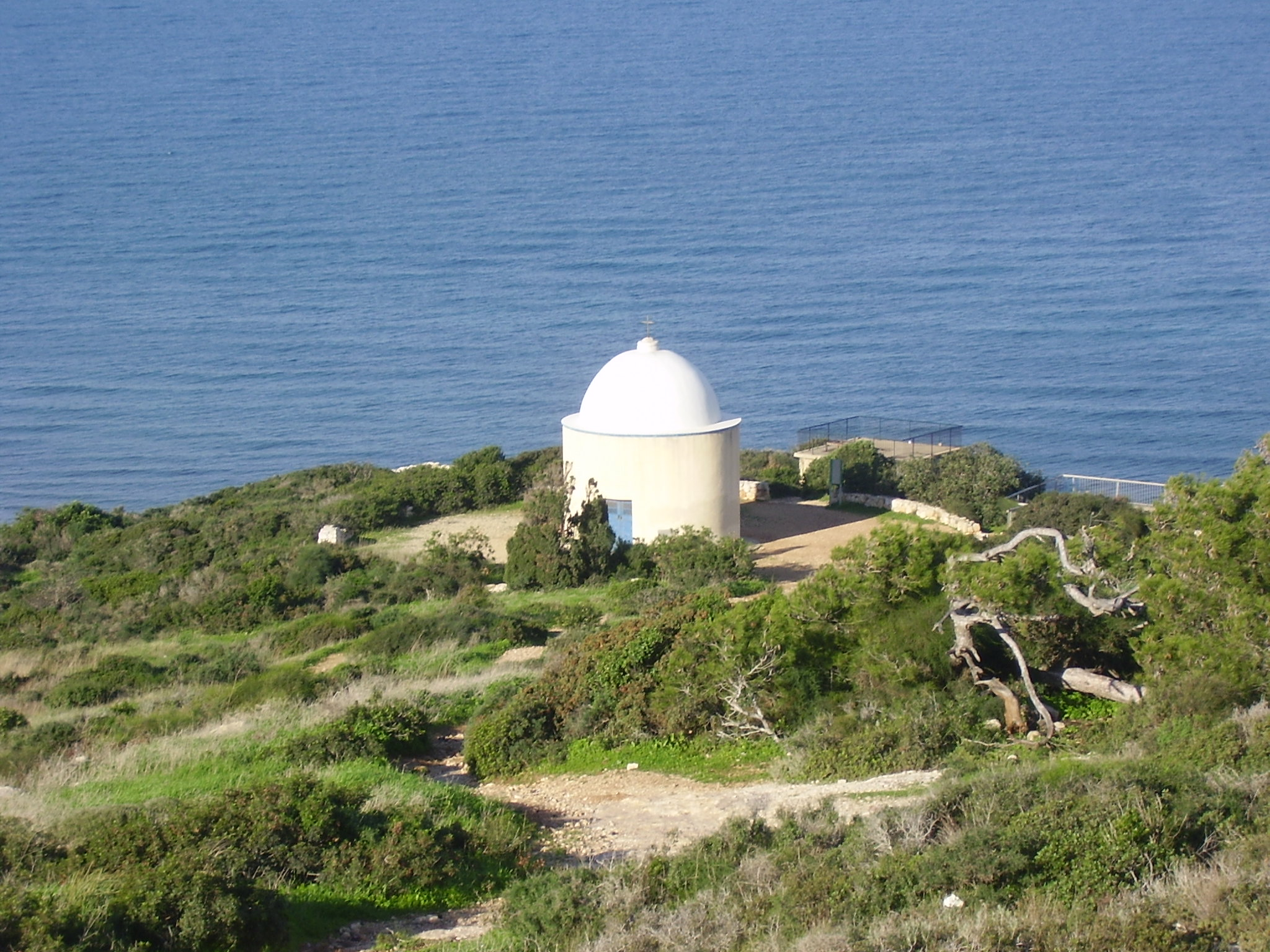

É notável por seu design único e começou como um moinho de vento com uma localização privilegiada com vista para o Mar Mediterrâneo e a cidade de Haifa. A igreja tem uma pequena cúpula branca que remonta ao século XIX. O templo está fechado para visitantes e é reservado exclusivamente para os habitantes católicos do mosteiro, que o usam para oração e contemplação. 